# فأر ريوكيو
فأر ريوكيو (الاسم العلمي: Mus caroli) (بالإنجليزية: Ryukyu Mouse)‏ هو نوع من الحيوانات يتبع جنس الفأر من الفصيلة الفأرية.